# Aburii
Légende :
♦Patricien, ♦Plébéien, ♦Consulaire, ♦Sénatorial, ♦Équestre
Gens et Liste des gentes romaines
Les Aburii (singulier: Aburius) sont les membres de la gens plébéienne Aburia, en étrusque Aparies,  une famille de la Rome antique venue d’Étrurie. Cette famille connait son ascension aux derniers siècles de la République. Le membre le plus connu de celle-ci est Marcus Aburius, préteur pérégrin en 176 av. J.-C. ; elle est temporairement éclipsée de la scène politique pendant les guerres civiles, avant un retour dans l'ordre sénatorial à l'époque flavienne.

## Origines etcognomina
Les premiers Aburii seraient originaires de Caere, une ville étrusque, où ils portent le gentilice Aparies. On trouve mention, sur certaines monnaies, du cognomen abrégé GEM, qui peut probablement se transcrire comme Geminus. La gens disparaît du Sénat avant Jules César puis réapparaît au cours du Ier siècle, où une branche des Aburii de rang sénatorial porte le cognomen Bassus et atteint le consulat à la fin du Ier siècle.

## Principaux membres

### Sous la République
- (Aburius), (v.-240 - ?);
  - Marcus Aburius, (v.-215 - ap.-176)[a 1], tribun de la plèbe en 187 av. J.-C., il s'oppose à l'instigation du consul Aemilius Lepidus à ce que soient décernés les honneurs du triomphe au promagistrat Marcus Fulvius Nobilior pour ses victoires en Grèce[4]. Il est préteur pérégrin en 176 av. J.-C.[a 2],[5];
    - Marcus Aburius Geminus, (v.-180 - ap.-132), triumvir monétaire en 132 av. J.-C.[6] ou vers 120 av. J.-C.[1]

  - Caius Aburius, (v.-210 - ap.-171), ambassadeur avec Quintus Terentilius Culleo et  Postumius Albinus, envoyés auprès de Massinissa et des Carthaginois en 171 av. J.-C. afin de s'assurer de l'envoi de troupes auxiliaires pour renforcer l'armée du consul Licinius Crassus qui s'apprête à lancer une campagne contre Persée de Macédoine[a 3],[7].
    - ? Caius Aburius Geminus, (v.-180 - ap.-134), triumvir monétaire en 134 av. J.-C.[6] ou vers 120/119 av. J.-C.[1]

#### Autres
- Caius Aburius, candidat au duumvirat de Pompei vers -80/-30[b 1].

### Sous l'Empire
- Decimus Aburius Bassus, consul suffect entre septembre et octobre 85 ap. J.-C.

## Pour approfondir